# Lockheed

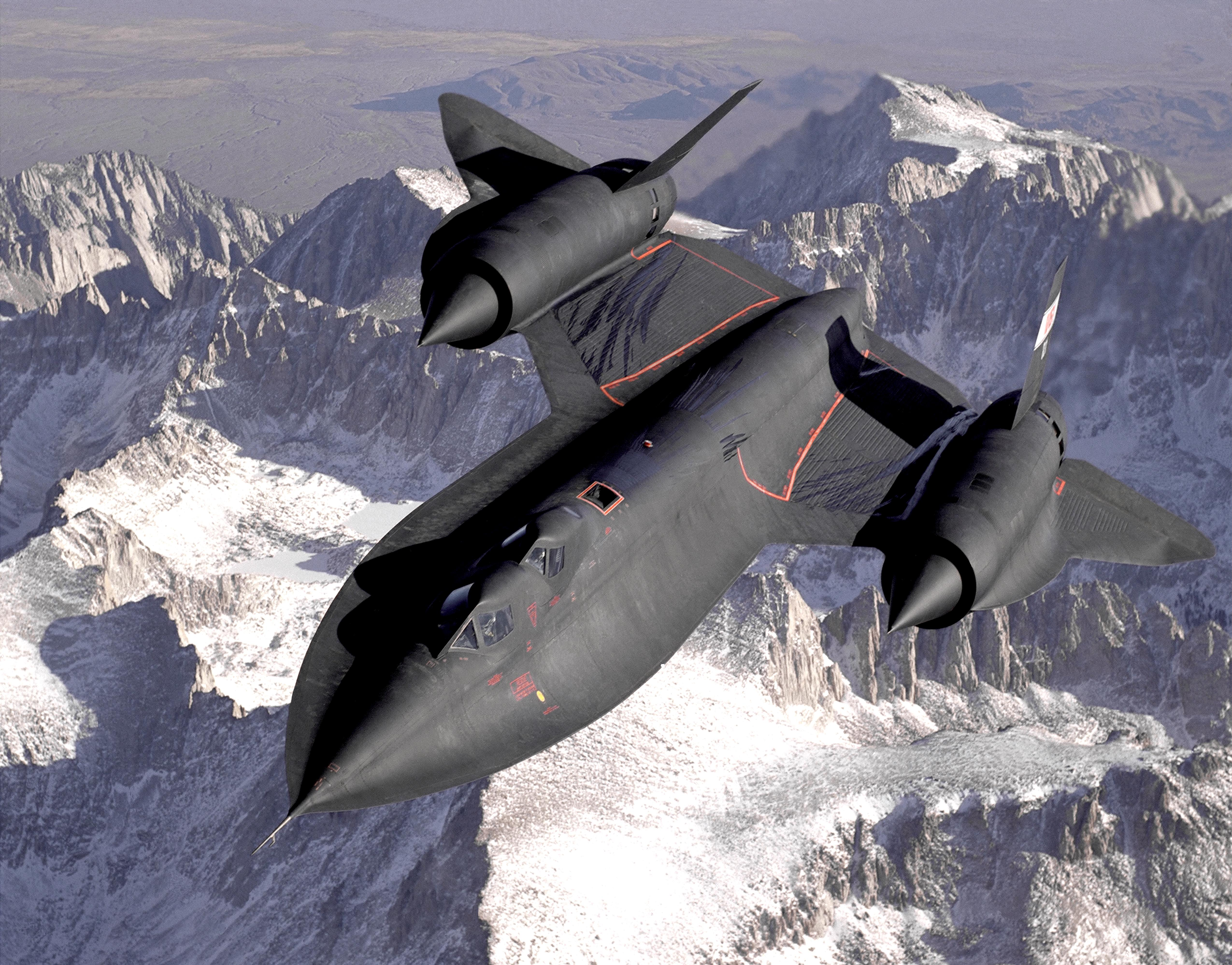
Lockheed SR-71B Blackbird, een trainer versie met dubbele cockpit.

Lockheed was een Amerikaanse vliegtuigfabrikant, die in 1995 fuseerde met Martin Marietta waardoor Lockheed Martin ontstond.
De gebroeders Allan en Malcolm Loughead bouwden in 1916 hun eerste vliegtuig. Het leek destijds niet zo buitengewoon, maar uit dit minibedrijfje ontstond een gigantische vliegtuigindustrie. Allan en Malcolm doopten in 1926 hun inmiddels volwassen geworden fabriek om tot Lockheed Aircraft Corporation. In 1927 ontwierp Lockheed model Vega. Tijdens de Tweede Wereldoorlog, toen er niet genoeg oorlogsvliegtuigen geproduceerd konden worden, werd de Vega Aircraft Co. (1943) overgenomen. Daardoor kreeg Lockheed de beschikking over twee immense fabrieken, één in Georgia en één in Californië, alwaar naderhand een derde complex is bij gekomen, speciaal ten dienste van ruimtevaartprojecten.
Lockheed heeft belangen in alle sectoren van de luchtvaart. Niet voor niets noemt men Lockheed de "fabriek van beroemde vliegtuigen". Een paar van die befaamde producten zijn: de P-38 Lightning uit de Tweede Wereldoorlog, de aanvalsjager met zijn dubbele staart, en de Hudson-bommenwerper, waarmee onder andere de in Nederland zo genoemde "Engelandvaarders" in de oorlog mee gevlogen hebben. 
Ook in de latere jaren leverden de Lockheedfabrieken enkele beroemde vliegtuigen af: op de allereerste plaats de C-5A Galaxy, een van de grootste vliegtuigen ter wereld. Deze C 5A, uitgerust met 28 landingswielen, kan 500 militairen met uitrusting vervoeren, of, in zijn tot de tekentafel beperkt gebleven, civiele versie, de Lockheed L-500, 900 passagiers. Deze Galaxy heeft opnieuw Lockheeds reputatie bevestigd.
De Lockheed F-94 C Starfire was een all-weather-fighter en bestemd voor de verdediging rond New York. Deze jager heeft in een latere uitvoering pijlstelling in het stabilo en een afterburner (naverbrander).
Lockheed bouwde enkele opvallende vliegtuigen. De U-2 bijvoorbeeld, een spionagetoestel, dat destijds in het nieuws kwam omdat het door Gary Powers bestuurde vliegtuig boven Russisch grondgebied neergehaald werd. Opvolger van de U-2 werd de SR-71 Blackbird, een fotoverkenner die de snelheid van Mach-3 haalt. De Amerikaanse luchtmacht, toch al een trouwe klant, ontwikkelde daaruit de F-12, een snelle aanvalsjager. Ook de Hercules C130, een transporttoestel, mag niet onvermeld blijven, evenmin als de F-104 Starfighter, inmiddels opgevolgd door de F-16, die ook alweer op de nominatie staat voor vervanging. 
Ook op het gebied van helikopters weet Lockheed van wanten. Men bouwde onder meer de Cheyenne, zwaar bewapend voor de oorlogsvoering in Vietnam en als eerste helikopter ter wereld uitgerust met een vaste vleugel. Ook de vijfpersoons Model 286, een van de snelste helikopters, werd ontworpen en gebouwd door Lockheed.
Uit de sector van de burgerluchtvaart kunnen genoemd worden: de Electra, de Constellation en de Super-Constellation, al tijdens hun bestaan een begrip. In de jaren 1970 en later verscheen de L-1011 TriStar, waarvan vóór de aflevering van het eerste toestel al 170 exemplaren verkocht waren.
In Nederland kwam de Nederlandse prins-gemaal Bernhard van Lippe-Biesterfeld in opspraak doordat hij voor 1,1 miljoen US-dollar aan steekpenningen van Lockheed had aangenomen in de zogenaamde Lockheed-affaire.